# Ingleside on the Bay (Texas)
Ingleside on the Bay város az USA Texas államában San Patricio megyében. Lakosainak száma 614 fő (2020. április 1.).

## Népesség
A település népességének változása:
| Lakosok száma | 659  | 615  | 614  |
|               | 2000 | 2010 | 2020 |